# Phrynobatrachus bullans
Phrynobatrachus bullans es una especie  de anfibios de la familia Ranidae.

## Distribución geográfica
Se encuentra en Tanzania.  